# پوردا (لهستان)
پوردا (به لهستانی:  Purda) یک روستا در لهستان است که در گمینا پوردا واقع شده‌است. پوردا ۱٬۱۴۰ نفر جمعیت دارد.